# 西欧同盟
西欧同盟（せいおうどうめい、英語: Western European Union, WEU、フランス語: Union de l'Europe occidentale, UEO）は、1948年に署名された、冷戦期における西ヨーロッパ諸国の間における防衛に関する合意事項をうたったブリュッセル条約の実行を使命としていた国際組織。冷戦終結以降、欧州連合がより広範な役割を果たすようになり、西欧同盟の使命や機関は欧州連合に移管されている。
2009年、西欧同盟の集団的自衛条項がこの年に発効したリスボン条約に引き継がれた。その結果、2010年3月31日にブリュッセル条約はその効力が停止され、西欧同盟の活動は2011年6月30日に正式に終了した。

## 参加国
西欧同盟は10の加盟国、6の準加盟国、5のオブザーバ国、7の協力パートナー国で構成されていた。2001年6月14日に当時の西欧同盟事務総長ハビエル・ソラナは、西欧同盟の正規加盟国以外の参加国の地位変動の見通しはないと述べていた。
| 加盟国：修正ブリュッセル条約（1954年）による 以下の加盟国は北大西洋条約機構と欧州連合の両方に加盟していた。これらの国々には採決に関する完全な権限が与えられていた。 - ベルギー - フランス - ドイツ - ギリシャ（1995年から） - イタリア - ルクセンブルク - オランダ - ポルトガル（1990年から） - スペイン（1990年から） - イギリス オブザーバ国：ローマ宣言（1992年）による オブザーバは西欧同盟に加盟しているが、北大西洋条約機構には加盟していない国で構成されていた - オーストリア（1995年から） - デンマーク - フィンランド（1995年から） - アイルランド - スウェーデン（1995年から） 1. | 準加盟国：ローマ宣言（1992年）による 準加盟国は北大西洋条約機構に加盟する一方で欧州連合には加盟していないヨーロッパ諸国を対象とするために創設された。その後、ポーランド、チェコ、ハンガリーは欧州連合に加盟している。 - チェコ（1999年から） - ハンガリー（1999年から） - アイスランド - ノルウェー - ポーランド（1999年から） - トルコ（1992年から） 協力パートナー国： キルヒベルク宣言（1994年）による 当時北大西洋条約機構、欧州連合の両方に加盟していない国を対象としていた。その後これらの国々は北大西洋条約機構、欧州連合の両方に加盟している。 - ブルガリア - エストニア - ラトビア - リトアニア - ルーマニア - スロバキア - スロベニア（1996年から） |

## 沿革

### ブリュッセル条約
1948年3月17日、イギリス、フランス、ベルギー、ルクセンブルク、オランダはブリュッセル条約に署名した。ブリュッセル条約は集団的自衛を目的とする条約で、経済、文化、社会における協調の促進も企図していた。欧州防衛共同体の設立が失敗したことで、1954年10月23日に当時の西ドイツとイタリアが加わって、パリ協定により西欧同盟が設立された。パリ協定調印国は修正ブリュッセル条約の前文において以下の3つの目的をうたった。
- 西ヨーロッパにおいてヨーロッパ経済の復興に向けた確固たる礎を築く
- 侵略行為に対抗するさいには相互に支援を実施する
- ヨーロッパの結合を深め、漸進的な統合を促す

ブリュッセル条約による防衛に関する取り組みは「西側同盟防衛機構」という形で具現化された。
ブリュッセル条約では文化的、社会的な条項があり、「諮問会議」の設置構想が含まれていた。この根底にあったのは、西側諸国が協力して共産主義の拡大を食い止めようとすることであった。ブリュッセル条約は1954年10月23日のロンドン・パリ会議の総括として、パリで署名された議定書で修正され、西ドイツとイタリアの西側同盟への加盟が追加された。この修正によって西側同盟防衛機構は西欧同盟に改称したのである。フランスは防衛の中枢を本同盟に移そうと考えていた時期があったとされる。
| 署名 発効 条約    | 1948年 ブリュッセル | 1951年 1952年 パリ        | 1954年 1955年 パリ協定    | 1957年 1958年 ローマ      | 1965年 1967年 統合        | 1986年 1987年 単一議定書   | 1992年 1993年 マーストリヒト | 1992年 1993年 マーストリヒト | 1997年 1999年 アムステルダム | 2001年 2003年 ニース | 2001年 2003年 ニース | 2007年 2009年 リスボン |  |  |  |  |  |  |  |  |
|                   |                     |                           |                           |                           |                           |                            |                              |                              |                              |                      |                      |                        |  |  |  |  |  |  |  |  |
| 欧州諸共同体 (EC) | 欧州諸共同体 (EC)   | 欧州連合 (EU) 3つの柱構造 | 欧州連合 (EU) 3つの柱構造 | 欧州連合 (EU) 3つの柱構造 | 欧州連合 (EU) 3つの柱構造 | 欧州連合 (EU) 3つの柱構造  |                              |                              |                              |                      |                      |                        |  |  |  |  |  |  |  |  |
|                   | 欧州原子力共同体    | 欧州原子力共同体          | → I                       |                           |                           |                            | ← I                          |                              |                              |                      |                      |                        |  |  |  |  |  |  |  |  |
|                   |                     |                           | → I                       | 欧州石炭鉄鋼共同体 (ECSC) | 欧州石炭鉄鋼共同体 (ECSC) | 2002年に失効・共同体消滅   | 2002年に失効・共同体消滅     |                              | 欧州連合 (EU)                |                      |                      |                        |  |  |  |  |  |  |  |  |
|                   |                     |                           | → I                       | 欧州経済共同体 (EEC)      | 欧州経済共同体 (EEC)      |                            | ← I                          | 欧州共同体 (EC)              | 欧州共同体 (EC)              |                      |                      |                        |  |  |  |  |  |  |  |  |
|                   |                     |                           | → III                     | 司法・内務 協力           |                           |                            | ← I                          | 欧州共同体 (EC)              | 欧州共同体 (EC)              |                      |                      |                        |  |  |  |  |  |  |  |  |
|                   | 警察・刑事司法協力  | 警察・刑事司法協力        | → III                     | 司法・内務 協力           | ←                         |                            |                              |                              |                              |                      |                      |                        |  |  |  |  |  |  |  |  |
| 欧州政治協力      | →                   | 共通外交・安全保障政策    | 共通外交・安全保障政策    | 共通外交・安全保障政策    | ← II                      |                            |                              |                              |                              |                      |                      |                        |  |  |  |  |  |  |  |  |
| （組織未設立）    | （組織未設立）      | 西欧同盟                  | 西欧同盟                  | 西欧同盟                  | 西欧同盟                  |                            |                              |                              |                              |                      |                      |                        |  |  |  |  |  |  |  |  |
| （組織未設立）    | （組織未設立）      | 西欧同盟                  | 西欧同盟                  | 西欧同盟                  | 西欧同盟                  | （2010年に条約の効力停止） |                              |                              |                              |                      |                      |                        |  |  |  |  |  |  |  |  |
|                   |                     |                           |                           |                           |                           |                            |                              |                              |                              |                      |                      |                        |  |  |  |  |  |  |  |  |

### 欧州連合への移管
もともとアムステルダム条約では、欧州連合に独立した防衛能力を持たせ、ペータースベルク・タスクの中心とすることとしており、西欧同盟はそのための重要な役割が与えられていたが、その後状況が変動する。2000年11月13日、西欧同盟加盟国の閣僚らがマルセイユで会合を開き、共通外交・安全保障政策や欧州安全保障防衛政策が強化されるという状況のもとで、西欧同盟の能力や機能を欧州連合に移管させるということに合意した。
2002年1月1日には西欧同盟の安全保障研究所や衛星センターが欧州連合に移管され、それぞれ欧州連合安全保障研究所、欧州連合衛星センターとされた。またアムステルダム条約で西欧同盟に与えられた役割はニース条約で除去された。リスボン条約では、欧州連合と、北大西洋条約機構（ベルリン・プラス協定を含む）および西欧同盟との協力のための条項が含まれていた。ところがブリュッセル条約第4条の防衛に関する責任については包含されていなかった。リスボン条約によって修正された欧州連合条約の第42条第7項で、防衛に関する責任は欧州連合の枠組みに組み入れられることとなった。
西欧同盟の欧州連合への統合の動きには以下のものが挙げられる。
- 1999年11月20日、欧州連合の共通外交・安全保障政策上級代表であるハビエル・ソラナが西欧同盟の事務総長を兼務することとなった。兼務するソラナは西欧同盟の欧州連合への機能の移転を指揮することとなった。
- 1992年に西欧同盟でまとめられたペータースベルク・タスクは1997年のアムステルダム条約で欧州連合に組み入れられた。ペータースベルク・タスクは人道支援や救助、平和維持活動、危機発生時における戦闘部隊の出動といったものを扱う方針の枠組みとなっている欧州安全保障防衛政策の基礎となった。
- 欧州連合安全保障研究所と欧州衛星センターは欧州連合の共通外交・安全保障政策の柱の下で機能するために設立されたが、両者はもともと西欧同盟の機関として設立されたものである。

これらの移管に伴い、西欧同盟の活動を監督する立場にあった議員総会は欧州連合の政策に関与できないため、解散を余儀なくされることとなった。ところが議員総会は自らが重要な役割を果たしてきたとしており、とくに監督権限、参加国、防衛政策における経験や知見については大きなものがあったとしていた。そのため議員総会は「暫定欧州安全保障防衛政策会議」と名を改め、基本条約の起草を担う協議会に対して自らを欧州連合の枠組みにおける第2の議会組織とするよう主張した。議員総会は欧州安全保障防衛政策を効率的に監督でき、欧州連合と北大西洋条約機構の関係を向上させることができるとし、また欧州安全保障防衛政策の政府間主義的な性格には加盟国議会の議員で構成される自らが適切であると主張していた。
しかしながら欧州憲法条約、あるいはリスボン条約では、外交を担う役職が2つあったものを統合するなどの欧州連合の外交政策を合理化、簡素化することが企図されており、そのため共通外交・安全保障政策に関する政策の決定でその過程を重複させることは賢明ではなく、実際には欧州議会による外交政策への監視を強化することとなっていた。

### 廃止
2009年、西欧同盟の集団的自衛条項はリスボン条約によって欧州連合に引き継がれた。リスボン条約後の西欧同盟の活動については廃止を含めた議論が重ねられてきた。2010年3月30日にイギリス外務政務次官クリス・ブライアントは声明文書で、イギリスは1年以内に西欧同盟から脱退すると発表した。またその翌日にはドイツ外務省もドイツの修正ブリュッセル条約からの脱退の意思を明らかにした。さらに当時議長国であるスペインも修正ブリュッセル条約締結10か国を代表して、締結国が条約からの脱退を決定し、2011年6月までに組織としての西欧同盟を廃止すると発表した。さらに西欧同盟の活動も2011年6月30日に終了した。

## 機構
西欧同盟の本部はブリュッセルに置かれ、職員数は65、年間1340万ユーロの予算規模を有していた。また理事会と議員総会という機関が設置されていた。
西欧同盟は大使級の常設代表者会議の補佐を受ける閣僚理事会が統率していた。またブリュッセル条約における社会的、文化的活動についてはヨーロッパでの役割の重複を回避するために欧州評議会に任せることとなった。
欧州評議会の議員総会とおなじ西欧同盟加盟国の議員団で構成される議員会議は理事会の活動を監督するが、理事会に対して義務を負っていなかった。そのため西欧同盟の議員会議は諮問的機関であった。
西欧装備グループは1976年に、欧州装備機関の創設の目的として設置された会議体であった。2000年にはオーストリア、ベルギー、チェコ、デンマーク、フィンランド、フランス、ドイツ、ギリシャ、ハンガリー、イタリア、ルクセンブルク、オランダ、ノルウェー、ポーランド、ポルトガル、スペイン、スウェーデン、トルコ、イギリスが参加していたが、2005年5月23日に消滅した。西欧装備機構は装備機関として企図されていたが、その活動は防衛研究や技術提供などの研究部門に限定されていた。1996年に設置され、2006年8月に消滅した。これらの組織は欧州防衛機関に引き継がれている。このほかにも安全保障研究所や衛星センターが欧州連合に移管されている。

## 欧州即応部隊
1995年5月15日、西欧同盟の閣僚理事会がリスボンで開かれた。欧州即応部隊の設置に関する宣言がフランス、イタリア、スペイン、ポルトガルによって発せられ、欧州即応部隊は1998年6月に、西欧同盟の機動部隊として任務を開始した。